# Thomas Friedman
Thomas Loren Friedman (nascido em 20 de julho de 1953) é um jornalista norte-americano, atualmente editorialista do jornal The New York Times. Suas colunas, concentradas principalmente no tema relações internacionais, são publicadas nas quartas e sextas. Defende um compromisso de paz entre Israel e a Palestina, a modernização do mundo árabe, a globalização e a ecologia. Friedman já ganhou o prêmio Pulitzer em três ocasiões (1983, 1988 e 2002). Ele fez declarações polêmicas, como concordar com David Petraeus de que é necessário apoiar a al Qaeda contra o EIIL.

## Trabalhos publicados
Os livros de Friedman têm tido um sucesso considerável. Seu livro O Mundo é Plano foi um bestseller nos EUA, e foi seguido pelo "Quente, Plano e Lotado", numa atualização e expansão das idéias originais. Em Portugal, também tem tido várias edições (pela Actual Editora), sendo que já se encontra à venda uma nova edição, actualizada e ampliada. 
No Brasil seu livro foi publicado pela editora Objetiva em 2005 e já está na segunda edição, com dados revisados e dois novos capítulos.